# Zemono
Zemono falu Szlovéniában, a Goriška statisztikai régióban, a Vipava-völgyben fekszik. Közigazgatásilag Vipavához tartozik.
A Zemono-kúria a tizenhetedik században épült a falu egyik magaslatán. Az épület a környék hagyományos építészeti stílusától eltérően palladianista stílusban épült, sokszögletű alaprajzú épület. A felújított épület körül rendezett park és szőlőültetvények találhatóak.
Az 1991-es népszámlálási adatok alapján a falu lakossága 72 fő volt, amelyből 69 szlovén, 2 fő délszláv, 1 fő pedig ismeretlen nemzetiségű volt.

## Fordítás
- Ez a szócikk részben vagy egészben  a   Zemono című angol Wikipédia-szócikk ezen változatának fordításán alapul.  Az eredeti cikk szerkesztőit annak laptörténete sorolja fel. Ez a jelzés csupán a megfogalmazás eredetét és a szerzői jogokat jelzi, nem szolgál a cikkben szereplő információk forrásmegjelöléseként.